# Hylomyscus carillus
Hylomyscus carillus је врста глодара из породице мишева (лат. Muridae).

## Распрострањење
Врста има станиште у Анголи.

## Станиште
Станиште врсте су шуме. Врста је по висини распрострањена до 1.500 метара надморске висине.

## Угроженост
Ова врста није угрожена, и наведена је као последња брига јер има широко распрострањење.